# Gölsen
Gölsen är ett vattendrag i Österrike.   Det ligger i förbundslandet Niederösterreich, i den östra delen av landet, 60 km väster om huvudstaden Wien.
I omgivningarna runt Gölsen växer i huvudsak blandskog. Runt Gölsen är det ganska glesbefolkat, med 28 invånare per kvadratkilometer.